# Église Saint-Étienne d'Azé
L'église Saint-Étienne d'Azé  est une église située sur le territoire de la commune d'Azé, en Haut-Mâconnais, dans le département français de Saône-et-Loire et la région Bourgogne-Franche-Comté.

## Historique
L’église d’Azé, ecclesia Aziazi, est citée en 915 comme appartenant à l’abbaye Saint-Philibert de Tournus.
Au cours de l'été 1970, cette église fut le lieu d'une importante exposition, consacrée à une série d'affiches publicitaires conçues à partir de toiles de l'artiste Georges Mathieu pour promouvoir la compagnie aéronautique Air France, à l'initiative du père Gabriel Duru, membre de la communauté de prêtres de Lugny.
En 2020, ainsi que 126 autres lieux répartis sur le territoire du Pôle d'équilibre territorial et rural (PETR) Mâconnais Sud Bourgogne, l'église, qui relève de la paroisse Notre-Dame-des-Coteaux en Mâconnais (qui a son siège à Lugny), a intégré les « Chemins du roman en Mâconnais Sud Bourgogne » et bénéficié de la pose d'une signalétique spécifique.

## Description
Elle a gardé de l’époque romane son clocher et son abside (postérieurement remaniée) et dont le clocher abrite une cloche unique fondue chez Bricard, fondeur à Mâcon.
Sa nef, ses bas-côtés et ses deux chapelles absidiales ont été construites en 1867, d'après des plans de l’architecte Berthier.
L’église Saint-Etienne d’Azé actuelle se compose par conséquent de deux parties distinctes, l’une romane et l’autre moderne (style mi-roman, mi-gothique) avec un plan tréflé.

## Mobilier
L’église conserve trois œuvres de bois sculpté et peint, qui sont un Christ en croix du XVIe siècle et deux statues (1830) représentant Notre-Dame à l’Enfant et saint Étienne, en tenue de diacre, tenant la palme du martyre.
Y sont également visibles depuis l'automne 2018 plusieurs œuvres de l'artiste Michel Bouillot, à savoir un devant d'autel fait de carreaux de faïence sortis de l'atelier du céramiste Jean-Paul Betton (figurant la Cène) et deux croix (également faites de carreaux de faïence, représentant, l'une, le Christ souffrant du Vendredi saint et, l'autre, le Christ dans toute la gloire du Ressuscité au jour de Pâques).

## Culte
Édifice consacré du diocèse d'Autun relevant de la paroisse Notre-Dame-des-Coteaux en Mâconnais (siège à Lugny) – qui en est affectataire au titre de la loi de 1905 –, l'église d'Azé est, plusieurs siècles après sa construction, un lieu de culte catholique toujours vivant.